# باول بيرنس
باول بيرنس (بالألمانية: Paul Behrens)‏ هو ساعاتي ألماني، ولد في 1893، وتوفي في 1984.